# 4Q120

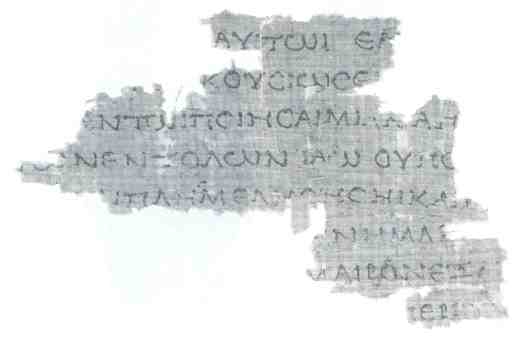
4Q120, фрагмент 20

4Q120 (також pap4QLXXLevb; AT22; VH 46; Rahlfs 802; LDAB 3452) - рукопис Септуагінти (LXX) біблійної Книги Левит, написаний на папірусі, знайдений в Кумрані. Ралфський номер - 802. Палеографічно він датується першим століттям до нашої ери. В даний час манускрипт зберігається в Музей Рокфеллера в Єрусалимі.

## Грецький текст
Текст за А. Р. Мейєром:
Левіт 4:27
[αφεθησεται ]αυτωι εαν[ δε ψυχη μια] 

[αμαρτ]η[ι α]κουσιως εκ[ του λαου της] 

[γης ]εν τωι ποιησαι μιαν απ[ο πασων] 

των εντολων ιαω ου πο[ιηθησε] 
Левіт 3:12–13
[τωι ιαω] 12 εαν δ[ε απο των αιγων] 

[το δωρ]ον αυτο[υ και προσαξει εν] 

[αντι ι]αω 13 και ε[πιθησει τας χει] 
Латинізація Мейєра:
Левіт 4:27
[aphethēsetai ]autōi ean[ de psychē mia] 

[hamart]ē[i a]kousiōs ek[ tou laou tēs] 

[gēs ]en tōi poiēsai mian ap[o pasōn] 

tōn entolōn iaō hou po[iēthēse] 
Левіт 3:12–13
[tōi iaō] 12 ean d[e apo tōn aigōn] 

[to dōr]on auto[u kai prosaxei en] 

[anti i]aō 13 kai e[pithēsei tas chei] 

## ΙΑΩ

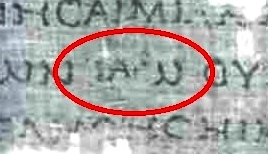
Фрагмент № 20 з написаним на ньому Божим ім'ям

Рукопис використовує ΙΑΩ (Iaō) для перекладу тетраграматону в Левит 3:12 (фрагмент 6) і 4:27 (фрагмент 20).

## Місцезнаходження
Рукопис зберігається в Музей Рокфеллера в Єрусалимі.